# Maurizio Bobbato
Maurizio Bobbato (né le 17 février 1979 à Castelfranco Veneto, dans la province de Trévise) est un athlète italien spécialiste du demi-fond, notamment du 800 mètres. 

## Carrière

### Palmarès
| Année | Compétition                    | Lieu       | Résultat | Épreuve        | Performance   |
| ----- | ------------------------------ | ---------- | -------- | -------------- | ------------- |
| 2006  | Coupe d’Europe en salle        | Liévin     | 2e       | 800 m          | 1 min 50 s 05 |
| 2007  | Championnats d’Europe en salle | Birmingham | 3e       | 800 m          | 1 min 48 s 71 |
| 2008  | Coupe d’Europe en salle        | Moscou     | 3e       | 2 000 m relais | 4 min 15 s 91 |

#### Autres
- Champion d’Italie sur 800 mètres : 2006[2].
- Champion d’Italie sur 800 mètres en salle : 2005, 2006[3].

### Records
| Épreuve      | Performance   | Lieu   | Date               |
| ------------ | ------------- | ------ | ------------------ |
| 800 mètres   | 1 min 45 s 93 | Padoue | 1er septembre 2006 |
| 1 500 mètres | 3 min 40 s 75 | Nuoro  | 13 juillet 2005    |

| Épreuve      | Performance   | Lieu       | Date            |
| ------------ | ------------- | ---------- | --------------- |
| 800 mètres   | 1 min 48 s 71 | Birmingham | 4 mars 2007     |
| 1 500 mètres | 3 min 44 s 33 | Ancone     | 19 février 2005 |